# Pleurothallis amplectens
Pleurothallis amplectens är en orkidéart som beskrevs av Carlyle August Luer. Pleurothallis amplectens ingår i släktet Pleurothallis och familjen orkidéer. Inga underarter finns listade i Catalogue of Life.